# Семенцов Анатолій Петрович
Анато́лій Петро́вич Семенцо́в — український майстер — різьбяр, працює в напрямках різьба по дереву, паркові скульптури, кераміка в Україні

## Життєпис подій і творчості
Народився Анатолій Петрович в 1949 році на Коропщині на хуторі Червона Поляна, Коропського району, Чернігівської області . З 8 років самостійно почав робити дерев'яні іграшки. Захопленню деревом сприяло ще й те, що його батько був чудовим теслею.
Анатолій Петрович Семенцов — знаний майстер — різьбяр. Його роботи є і в столиці, і по всій Україні і за кордоном. Особливо багато у Сосницькому літературно-меморіальному музеї Олександра Довженка, бо тут, у Сосниці, Анатолій Петрович живе і працює.
Професійно навчався різьбленню у Косівському технікумі народних художніх промислів ім. В. І. Касіяна на Івано-Франківщині, який закінчив у 1978 році. Два роки працював майстром у цеху художнього розпису в с. Іванниця Ічнянського району.
З 1980 року — художник-оформлювач Сосницького міжгосподарського лісгоспу. Працював методистом з народознавства в Коропі у центрі дитячої творчості, у Києві — оформлювачем Конституційного Суду. Він — лауреат Всесоюзного фестивалю по художньому різьбленню ще колишнього СРСР.
Разом з дружиною Ольгою Михайлівною виховали двох дітей, Оксана та Тимур.
Пише вірші, в яких і чудова природа, і містика, і жінка, змальована з такою витонченістю, яку можуть відчути душа і серце художника.
|  | Осіння панна Золотава панна по саду ходила І тримала літо на долоні, На туманах срібних ворожила, Розкидала яблука червоні. Розкидала яблука червоні, Загравала з вітром біля тину І сміялось літо на долоні В цю останню ще погожу днину. І не знаю, як усе це сталось, Закружило літо і понесло, А за ним вдогін чогось погналось Стареньке з соломи перевесло. |

А ще Анатолій Петрович відродив чернігівську писанку. Сім років він збирав обереги, знаки й орнаменти. І тепер, дивлячись на них, малюють свої «крашанки» відомі чернігівські писанкарі.

## Примітки

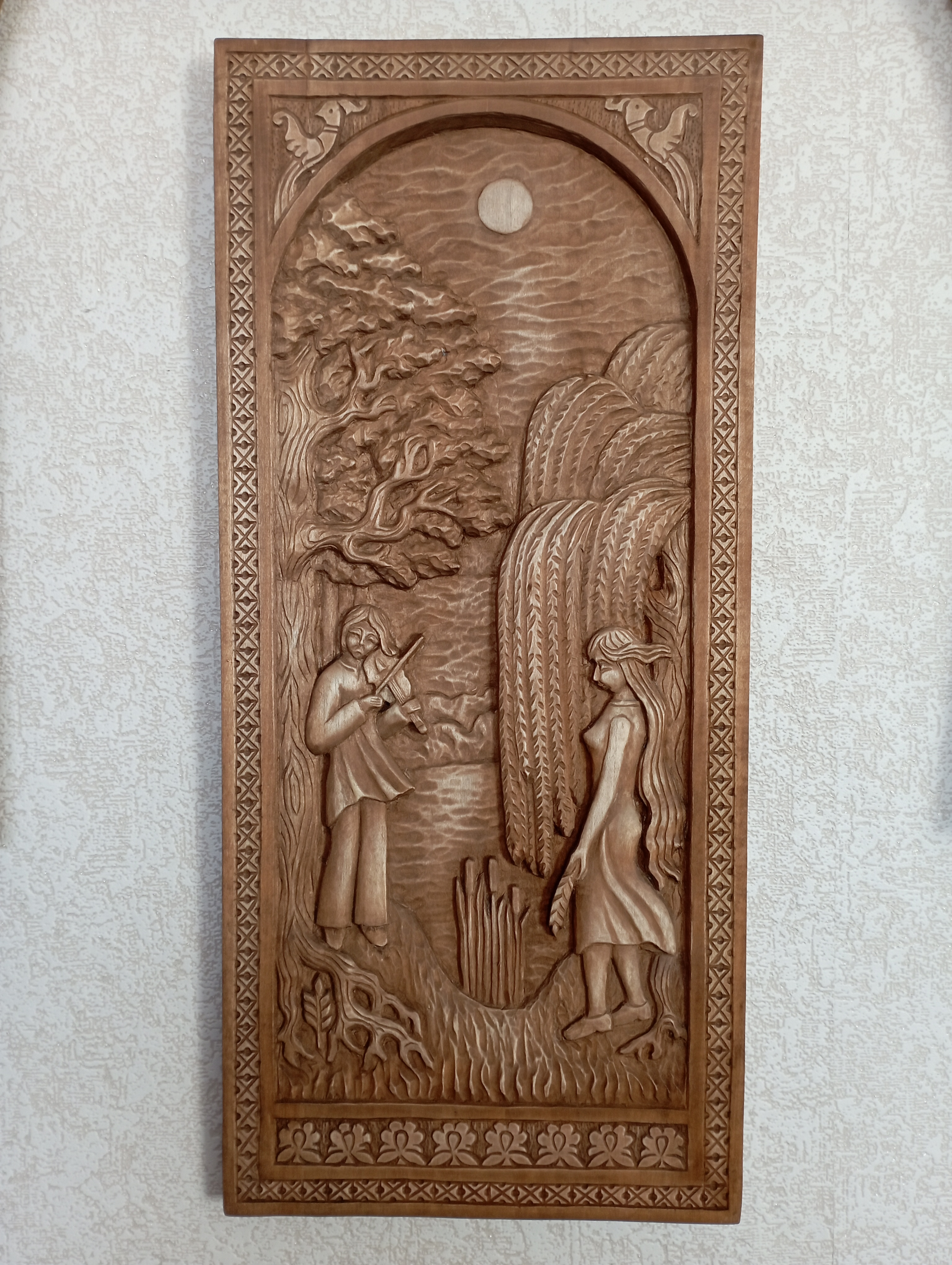
Покохала покохала я до болю молодого скрипаля

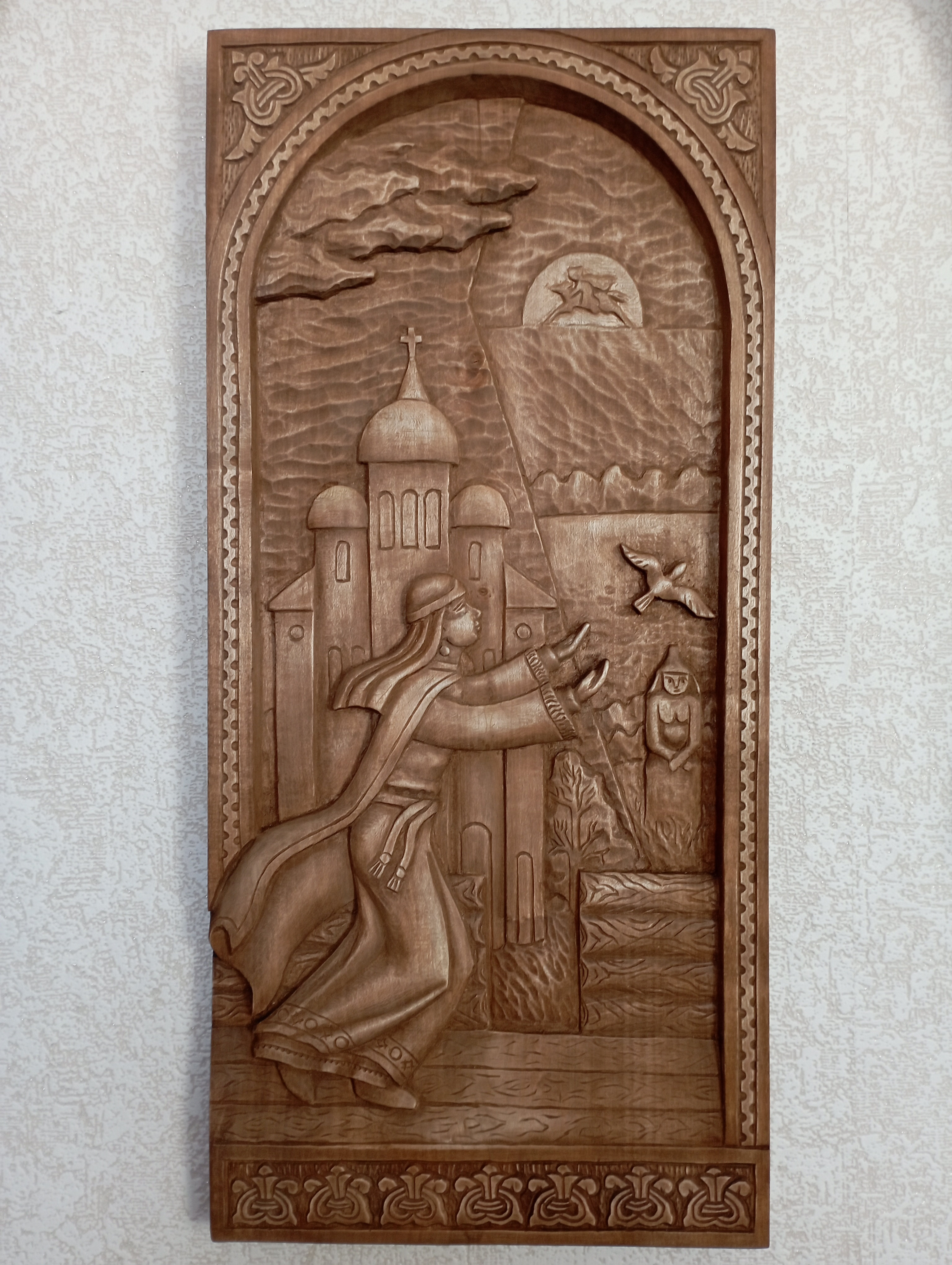
Ярославна (Слово о полку Игореві)

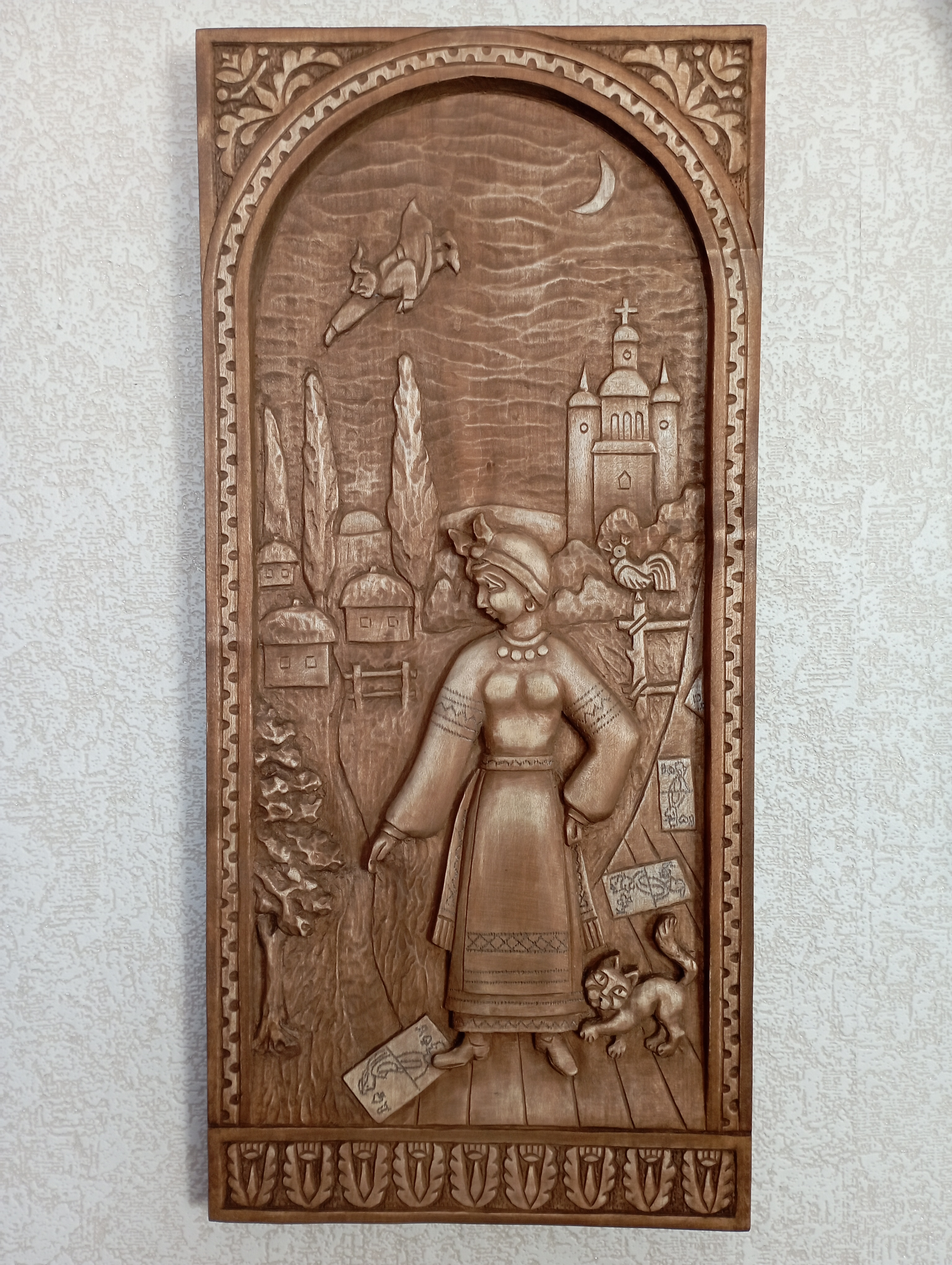
Помста Зубихи (Конотопська відьма)

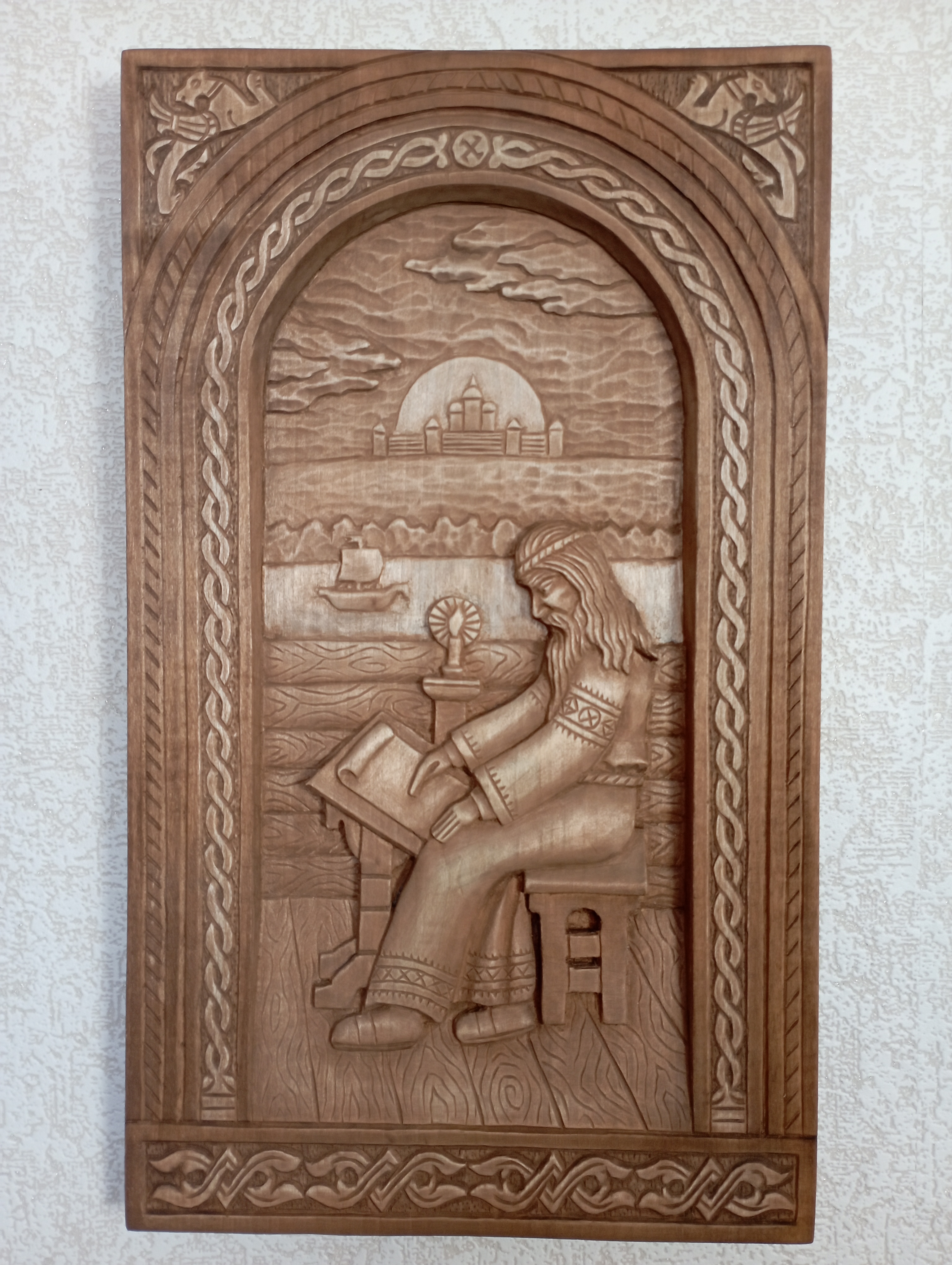
Літописець

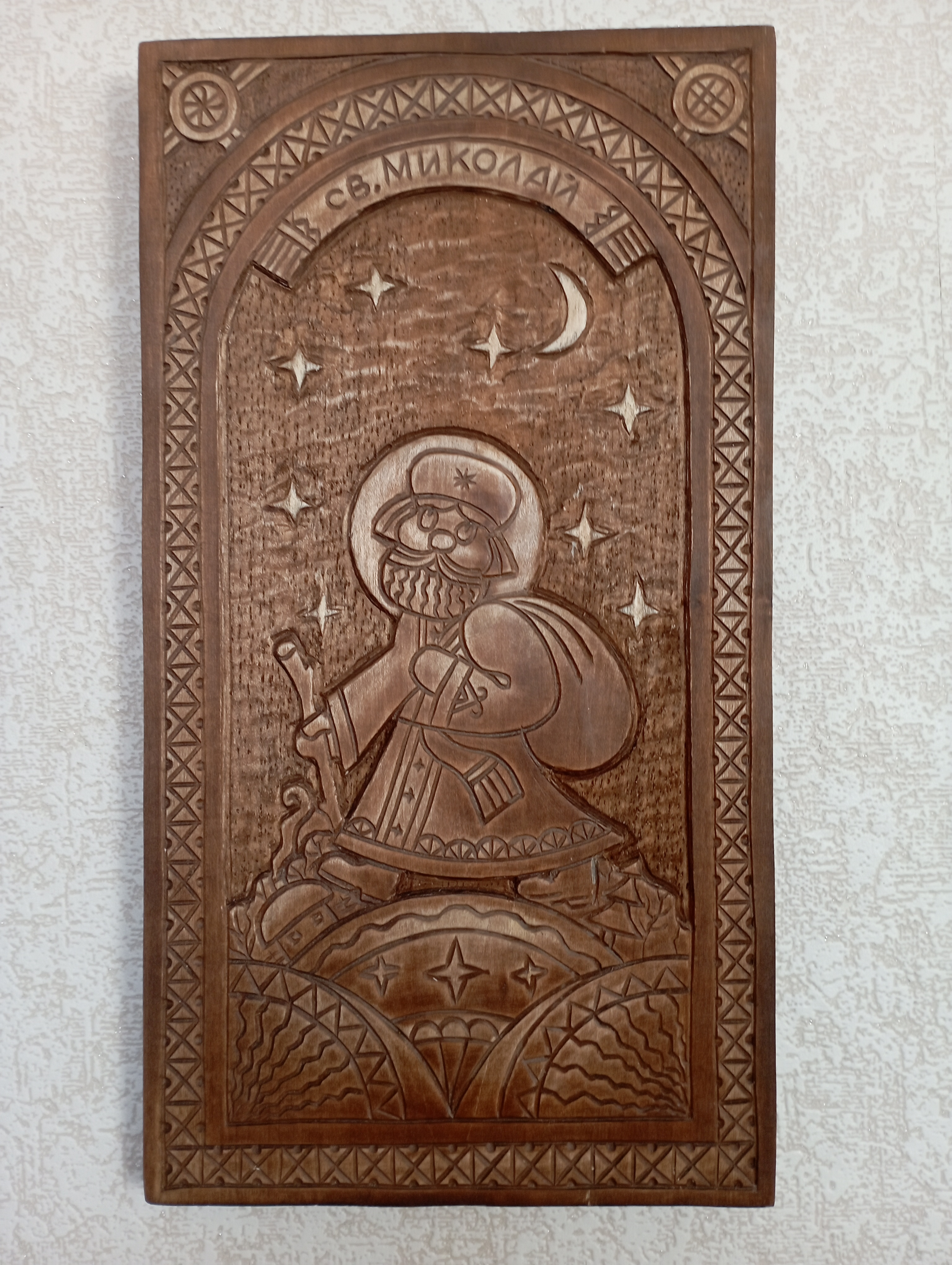
Небо в зорях наче рай, бродить світом Миколай!

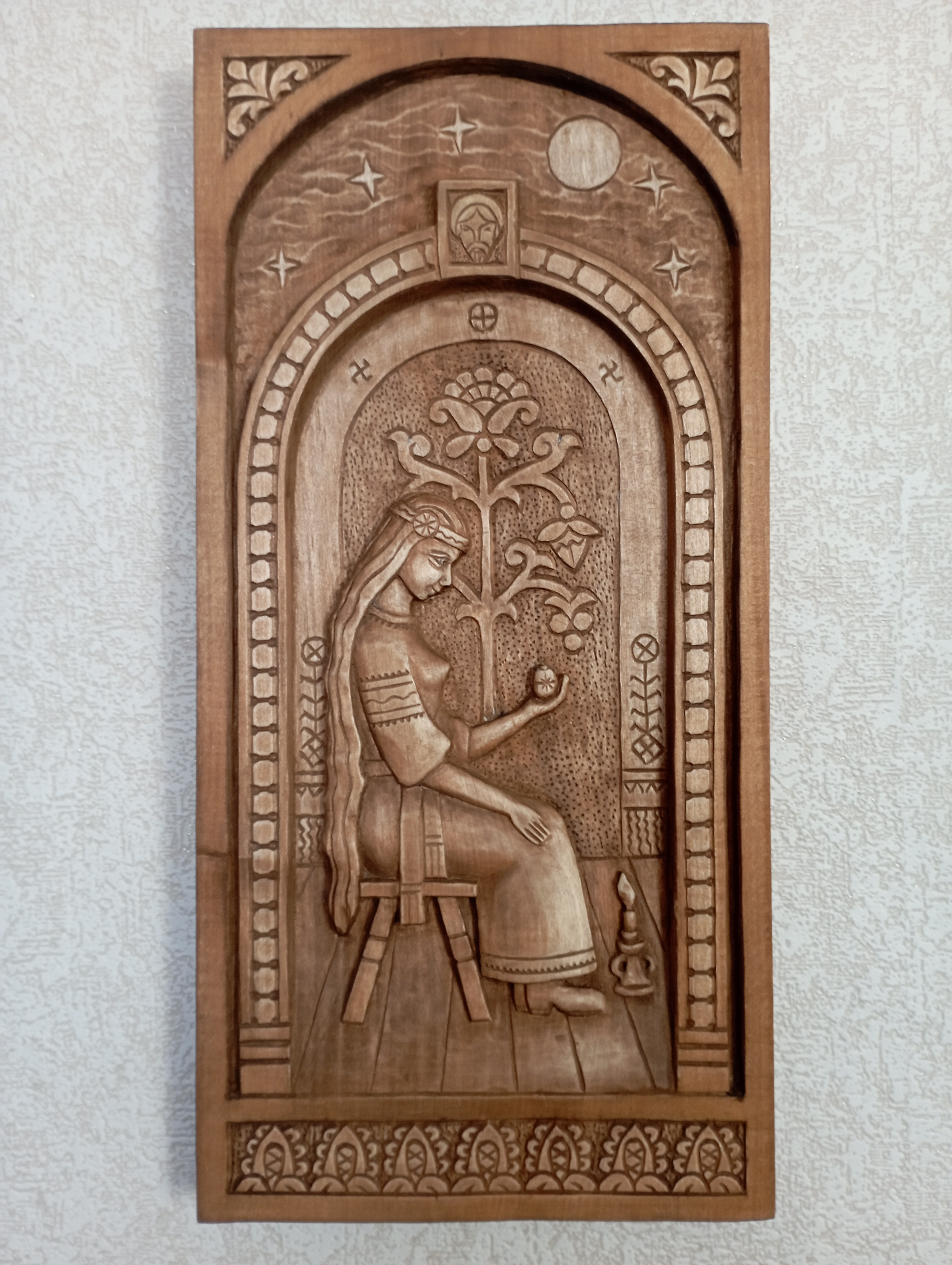
Чарівниця. Писанка для коханого.